# La Riera (Santa Eulàlia de Riuprimer)
La Riera és una masia de Santa Eulàlia de Riuprimer (Osona) inclosa a l'Inventari del Patrimoni Arquitectònic de Catalunya.

## Descripció
Edifici civil. Masia de planta rectangular amb la façana orientada a migdia. Es troba construïda damunt la pedra i consta de planta baixa i dos pisos. A nivell del primer pis hi ha boniques finestres de tipus goticitzant i conopial i a la part superior dreta s'hi eleva un cos de galeries amb arcades d'arc rebaixat i barana de fusta. Al davant del portal s'hi forma una petita lliça amb un portal que la tanca, a la part esquerra del qual hi ha una cabanya sostinguda per un contrafort.
És construïda amb pedra. L'estat de conservació és bo.

## Història
Antic mas registrat al fogatge de 1553 realitzat a la parròquia i terme de Santa Eulàlia de Riuprimer, en el qual consta Jaume Riera com habitant del mas. Això indica que era un mas d'antiga tradició i que no es va veure afectat per la crisi demogràfica experimentada durant els segles XV i XVI per la pesta negra, malgrat que el municipi no és recuperés fins al segle xviii.